# Rechtssprichwort
Ein Rechtssprichwort ist ein sprichwörtlich gewordener Rechtsgrundsatz, der meist aus dem  gemeinen Recht oder Landesrechten stammt, aber auch eine Neubildung sein kann. So sagt der Satz „Wo nichts ist, hat der Kaiser sein Recht verloren“ aus, dass bei demjenigen, der vermögenslos ist, auch in der Zwangsvollstreckung nichts beizutreiben ist.
Viele Rechtssprichwörter haben sich in lateinischer Sprache erhalten, siehe Latein im Recht.